# Wu Naiqun
Dans ce nom, le nom de famille, Wu, précède le nom personnel.
Wu Naiqun, (en chinois : 吴乃群), né le 4 février 1971, à Liaoning, en Chine, est un ancien joueur de basket-ball chinois. Il évolue durant sa carrière au poste d'ailier fort.

## Palmarès
- Champion d'Asie 1995